# Leioproctus subviridis
Leioproctus subviridis är en biart som först beskrevs av Cockerell 1915.  Leioproctus subviridis ingår i släktet Leioproctus och familjen korttungebin. Inga underarter finns listade i Catalogue of Life.